# اکس‌ال ایرویز آلمان
اکس‌ال ایرویز آلمان (انگلیسی: XL Airways Germany) شرکت هواپیمایی آلمانی است، که در سال ۲۰۰۶ تأسیس شد.